# Chit Ko Ko
U Chit Ko Ko  (en birmano: ချစ်ကိုကို, pronunciación en birmano: /tɕʰɪʔ kò kò/; 1917 -2008) fue un destacado botánico birmano. Produjo varios artículos sobre investigaciones botánicas, que realizó en Myanmar, Laos y Camboya. Su artículo de 1961 sobre "Lista de árboles y arbustos", coescrito con H. G Hundley, identificó unas 7000 angiospermas en Myanmar. Además de su reputación prominente en Myanmar, U Chit Ko Ko es recordado internacionalmente por su trabajo con el famoso jardinero y explorador Frank Kingdon-Ward a quien acompañó en sus últimas dos expediciones en Myanmar.

## Biografía
U Chit Ko Ko era único hijo de U Ba Gyaw y de Daw Tin Tin, nacido en el pueblo de Magyeechaung de Minbu Township en 1917.
Fue educado en el Monasterio de la aldea, trasladándose a la Escuela Misionera Rangún Bigandet a la edad de nueve años. Fue allí donde aprendió el idioma inglés. Su educación primaria la terminó en la Escuela Metodista de Birmania, en Yegyaw donde estudió hasta pasar el décimo estándar, también conocido como la Escuela Media Anglo-Vernacular, en 1939.

## Segunda Guerra Mundial, 1939-1945
Inmediatamente después de terminar su educación primaria, U Chit Ko Ko fue designado en el Dhobammar Asi-ayone. Fue políticamente activo, sirviendo como secretario de la Asociación de Estudiantes y fue activo en la "Huelga de estudiantes nacionales Bo Aung Gyaw"; y, en el "Incidente del Secretariado".
Cuando estalló la Segunda Guerra Mundial, retornó a Minbu y se involucró en el "Movimiento antifascista". Y huyó de Minbu al enterarse de que los japoneses del Kenpeitai tenían la intención de arrestarlo. Al reunirse con U Kyaw Nyein se le pidió que informara a Pa-O U Hla Pe, el ministro de Bosques en ese momento. Fue nombrado Guardabosques Adjunto en el Servicio Forestal de Myanmar. Después de entrenarse, fue enviado a la Escuela Forestal en Tharyarwady que se abrió durante la ocupación japonesa de Myanmar durante 1943 y 1944.

## Tras la Segunda Guerra Mundial, 1945-1952
Después de que terminó la Segunda Guerra Mundial, U Chit Ko Ko dejó el Servicio Forestal para trabajar en la Oficina del Contable General. Sin embargo, U Aung Din, un silvicultor del Departamento Forestal, lo convenció para que regresara. En 1949 fue nombrado Guardabosques. U Aung Din también dispuso que estudiara botánica sistemática y taxonomía en el Departamento de Biología de la Universidad de Rangún en los años 1950. Allí estudió bajo Dwan Mohindar Nath Nair, Ko Ko Lay, y J. Lynsdale.
Después de terminar sus estudios, U Chit Ko Ko fue nombrado temporalmente comisario del Herbario Forestal de Rangún. Luego fue ascendido a Guardabosques Adjunto y nuevamente a comisario del Herbario Forestal de Rangún en 1952.

## Expediciones con Frank Kingdon-Ward, 1953-1956

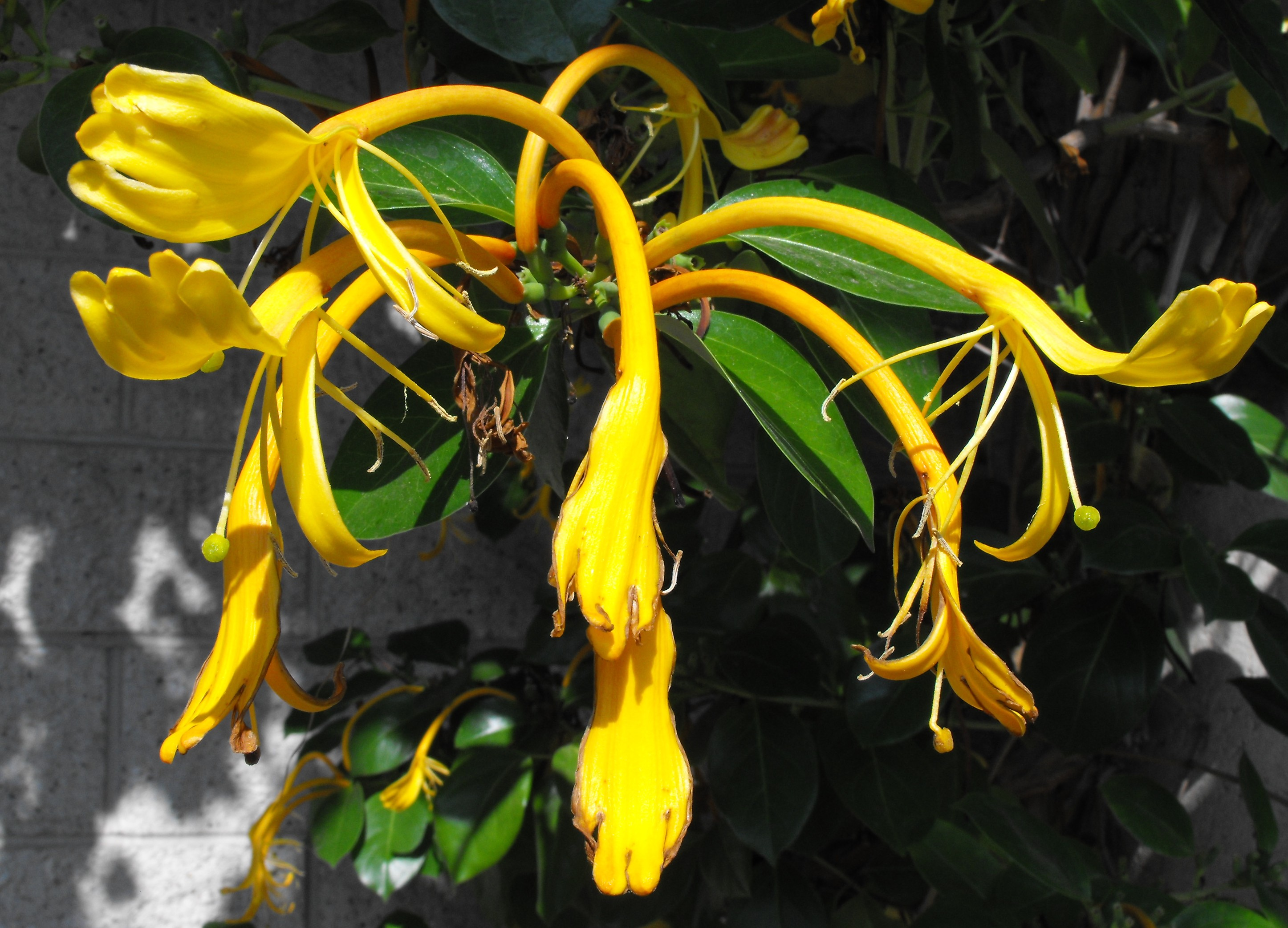
Lonicera hildebrandiana

En 1953, U Chit Ko Ko y su colega senior U Tha Hla conocieron al famoso cazador de plantas inglés Frank Kingdon-Ward y su esposa Jean Kingdon-Ward; y, así llevaron a cabo más investigaciones sobre la flora en Myanmar. Esta fue la primera vez que Kingdon-Ward regresó al país, desde antes de la Segunda Guerra Mundial. (Kingdon-Ward creía que Chit Ko Ko tenía solo 26 años en ese momento, aunque tenía 36.)
La expedición de 1953 duró 37 semanas; y se ubicó en una región de Myanmar conocida como el Triángulo, desde el norte de Myitkyina en el Estado norteño de Kachin. Los exploradores también trabajaron en Sumpra Bum y en Hkinlum. Partieron en una expedición, llegando a Hkinlum en varios días, a una región alpina donde podían esperar encontrar plantas resistentes. Durante la expedición, se informó que Chit Ko Ko tuvo un fuerte escalofrío y tuvo que ser devuelto a áreas templadas. Así, la expedición fue un éxito y el equipo recolectó 37 especies de Rhododendron y cerca de 100 especies y 1400 especímenes de herbario, incluida la epífita Lilium arboricola y Lonicera hildebrandiana, con flores enormes. Durante el viaje, Tha Hla escribía notas de campo, mientras Chit Ko Ko compactaba y preservaba las plantas, adjuntándole etiquetas a las colecciones. Kingdon-Ward escribió sobre este viaje en su libro de 1956 Return to the Irrawaddy. En 2000, Chit Ko Ko también escribió sobre la expedición en un artículo publicado por la Real Sociedad de Horticultura (RHS).
En 1956, Chit Ko Ko con su colega U Maung Gale acompañaron a Frank y a Jean Kingdon-Ward en una segunda expedición al Monte Victoria en Chin Hills. Luego de 70 años, esta fue la última gran expedición de Kingdon-Ward. Kingdon-Ward no escribió una crónica sobre esa expedición, pero sí escribió un informe técnico sobre el viaje, y mencionó el viaje en su Pilgrimage for Plants. Esta expedición fue relatada por Chit Ko en su libro The Flower Hunter from Hkaw-Nu-Sone, por la que recibió el Premio Literario Sarpay Beikman.

## Legado
En su país de origen Myanmar, U Chit Ko Ko es recordado como uno de los botánicos y recolectores de plantas más importantes de la nación, por la generación actual de botánicos y horticultores. Su trabajo fue fundamental para los proyectos actuales en el país, incluyendo al Proyecto en Myanmar de Exploraciones Botánicas entre el Herbario Nacional de Estados Unidos, el Departamento Forestal de Myanmar y la Universidad de Rangún.
Su obra con Frank Kingdon-Ward ha sido reconocida por la comunidad internacional, incluyendo en 2017 una exhibición en el Jardín Botánico de Nueva York titulada The New York Botanical Garden in Myanmar: Orchids and Beyond que destacaba el trabajo de U Chit Ko Ko, del cazador de plantas inglés Frank Kingdon-Ward, del botánimo de Myanmar Saw Lwin, y de la botánica inglesa Kate Armstrong.